# Viljandi
Viljandi (tiếng Đức: Fellin) là thành phố lớn thứ 6 tại Estonia. Thành phố có dân số 20.756 người. Đây là thủ phủ của hạt Viljandi. Khu vực này được đề cập lần đầu năm 1283 và được nâng thành thị xã bởi Wilhelm von Endorpe.

## Hình ảnh

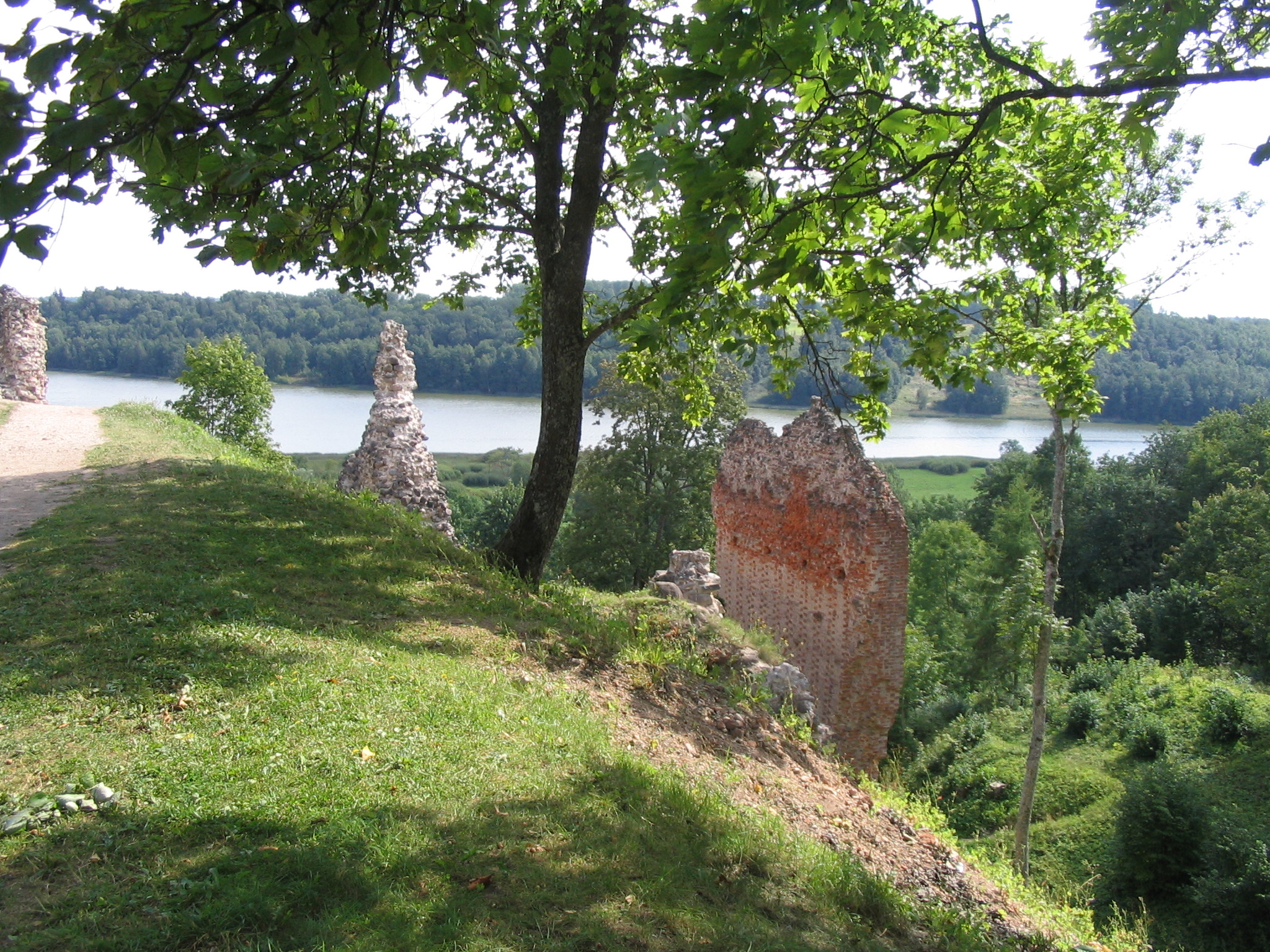
Lâu đài Viljandi
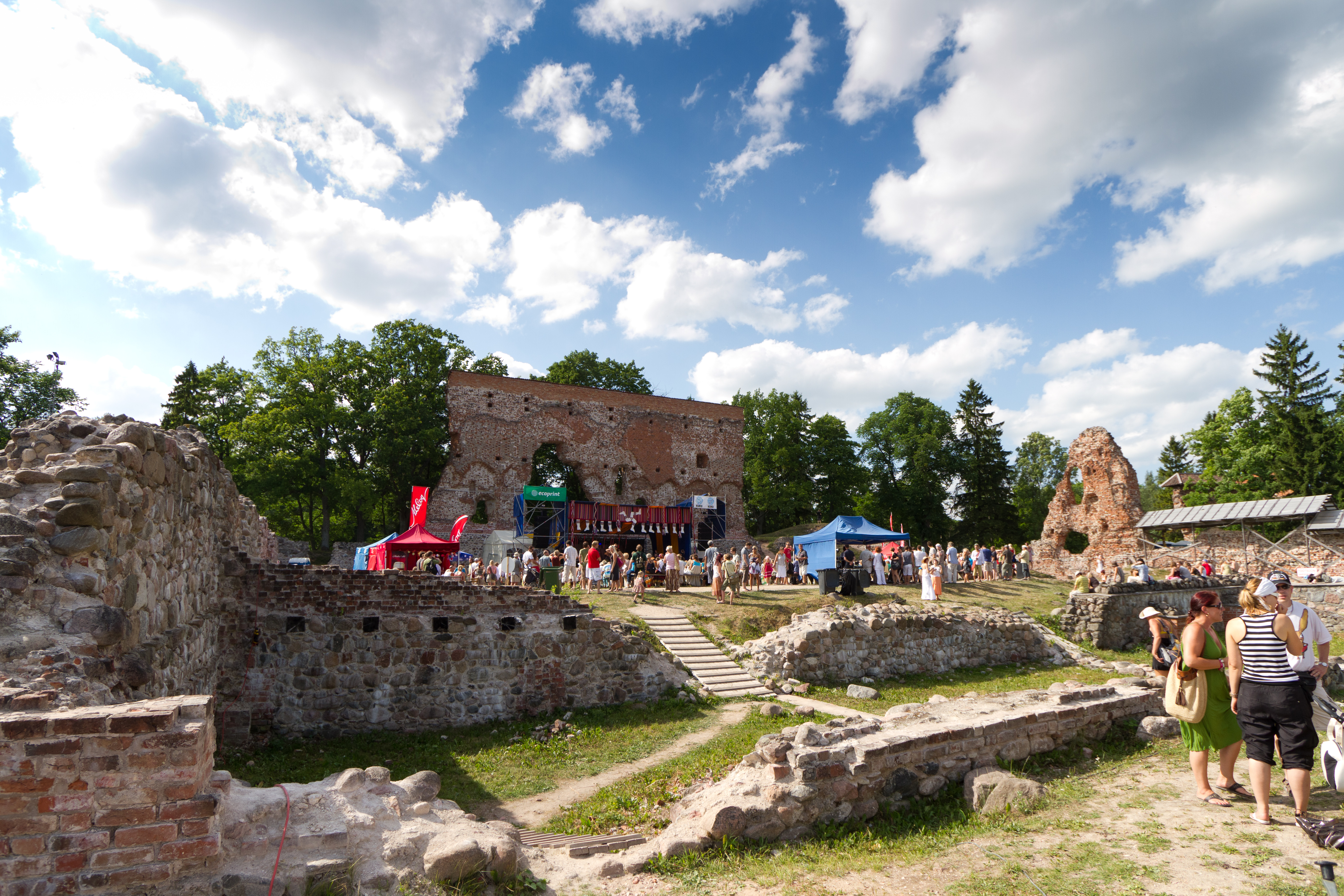
Lễ hội nhạc ở Viljandi
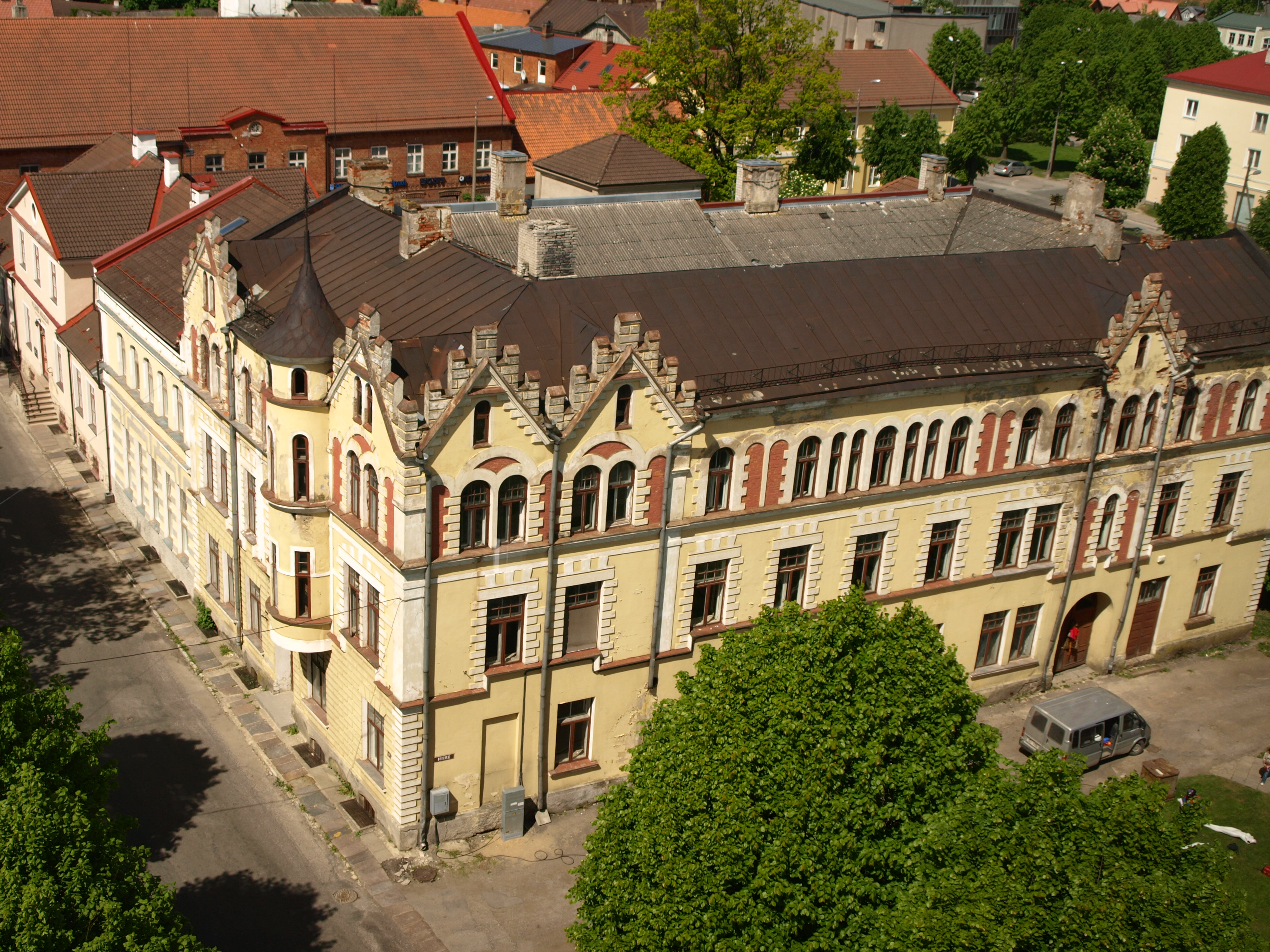
Khu bảo tồn di tích Viljandi
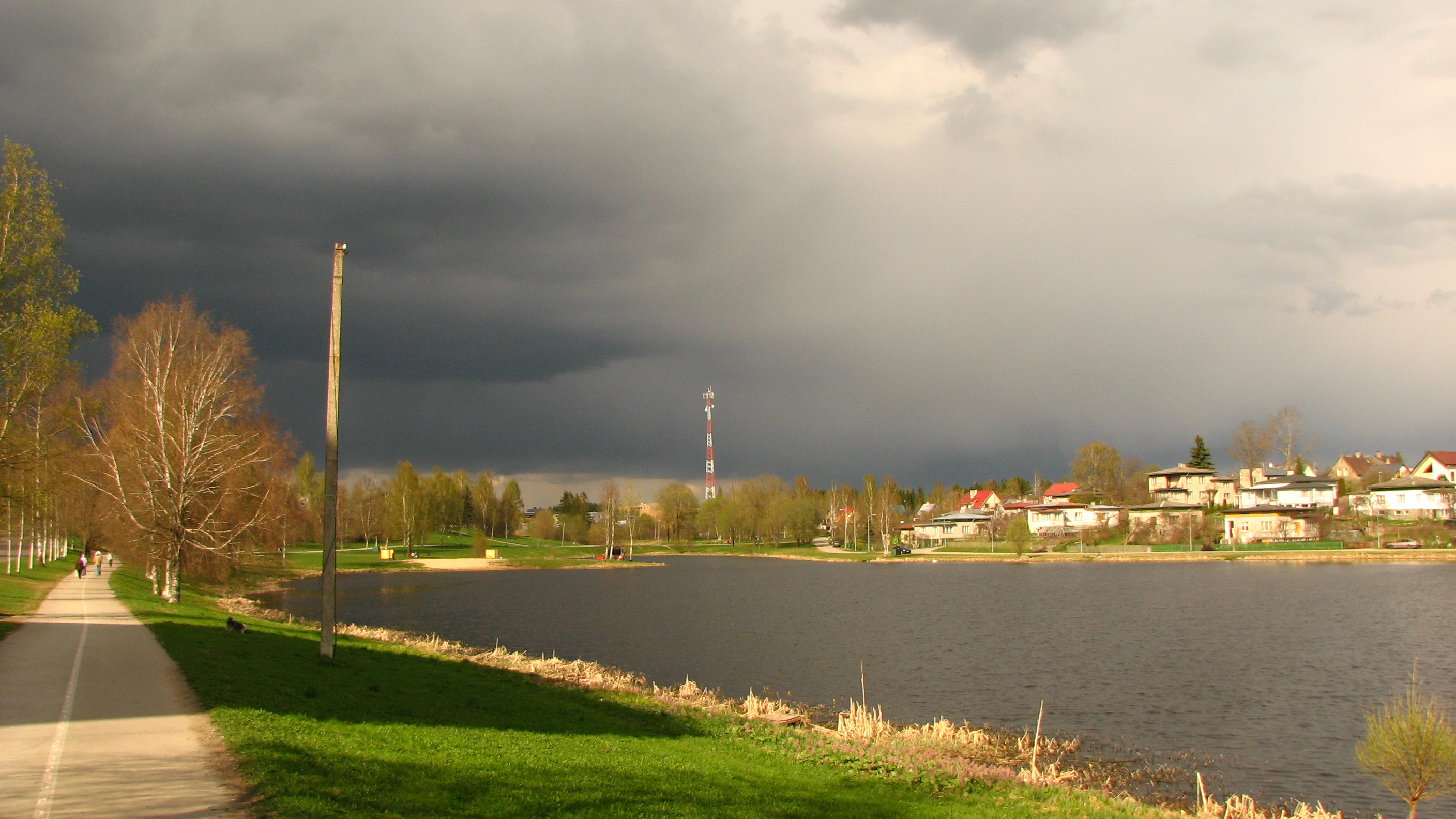
Hồ Paala ở Viljandi.
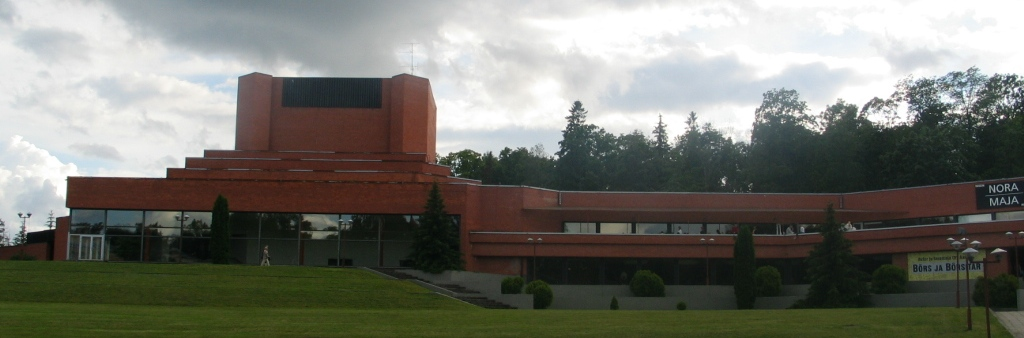
Rạp hát Ugala

## Khí hậu
| Dữ liệu khí hậu của Viljandi (1981–2010) | Dữ liệu khí hậu của Viljandi (1981–2010) | Dữ liệu khí hậu của Viljandi (1981–2010) | Dữ liệu khí hậu của Viljandi (1981–2010) | Dữ liệu khí hậu của Viljandi (1981–2010) | Dữ liệu khí hậu của Viljandi (1981–2010) | Dữ liệu khí hậu của Viljandi (1981–2010) | Dữ liệu khí hậu của Viljandi (1981–2010) | Dữ liệu khí hậu của Viljandi (1981–2010) | Dữ liệu khí hậu của Viljandi (1981–2010) | Dữ liệu khí hậu của Viljandi (1981–2010) | Dữ liệu khí hậu của Viljandi (1981–2010) | Dữ liệu khí hậu của Viljandi (1981–2010) | Dữ liệu khí hậu của Viljandi (1981–2010) |
| Tháng                                    | 1                                        | 2                                        | 3                                        | 4                                        | 5                                        | 6                                        | 7                                        | 8                                        | 9                                        | 10                                       | 11                                       | 12                                       | Năm                                      |
| ---------------------------------------- | ---------------------------------------- | ---------------------------------------- | ---------------------------------------- | ---------------------------------------- | ---------------------------------------- | ---------------------------------------- | ---------------------------------------- | ---------------------------------------- | ---------------------------------------- | ---------------------------------------- | ---------------------------------------- | ---------------------------------------- | ---------------------------------------- |
| Cao kỉ lục °C (°F)                       | 9.6 (49.3)                               | 10.5 (50.9)                              | 17.4 (63.3)                              | 27.3 (81.1)                              | 30.9 (87.6)                              | 31.5 (88.7)                              | 34.2 (93.6)                              | 34.5 (94.1)                              | 29.0 (84.2)                              | 21.5 (70.7)                              | 11.9 (53.4)                              | 11.3 (52.3)                              | 34.5 (94.1)                              |
| Trung bình ngày tối đa °C (°F)           | −1.9 (28.6)                              | −2.1 (28.2)                              | 2.7 (36.9)                               | 10.5 (50.9)                              | 17.1 (62.8)                              | 20.3 (68.5)                              | 22.8 (73.0)                              | 21.1 (70.0)                              | 15.3 (59.5)                              | 9.2 (48.6)                               | 2.7 (36.9)                               | −0.8 (30.6)                              | 9.7 (49.5)                               |
| Trung bình ngày °C (°F)                  | −4.4 (24.1)                              | −5.1 (22.8)                              | −1.0 (30.2)                              | 5.3 (41.5)                               | 11.3 (52.3)                              | 14.9 (58.8)                              | 17.5 (63.5)                              | 16.1 (61.0)                              | 11.0 (51.8)                              | 6.0 (42.8)                               | 0.6 (33.1)                               | −3.1 (26.4)                              | 5.8 (42.4)                               |
| Tối thiểu trung bình ngày °C (°F)        | −6.9 (19.6)                              | −8.1 (17.4)                              | −4.4 (24.1)                              | 0.8 (33.4)                               | 5.8 (42.4)                               | 9.9 (49.8)                               | 12.5 (54.5)                              | 11.7 (53.1)                              | 7.4 (45.3)                               | 3.2 (37.8)                               | −1.6 (29.1)                              | −5.5 (22.1)                              | 2.1 (35.8)                               |
| Thấp kỉ lục °C (°F)                      | −34.6 (−30.3)                            | −33.5 (−28.3)                            | −25.5 (−13.9)                            | −11.6 (11.1)                             | −5 (23)                                  | 0.5 (32.9)                               | 3.6 (38.5)                               | 3.4 (38.1)                               | −4.2 (24.4)                              | −13 (9)                                  | −21.9 (−7.4)                             | −28.5 (−19.3)                            | −34.6 (−30.3)                            |
| Lượng Giáng thủy trung bình mm (inches)  | 62 (2.4)                                 | 43 (1.7)                                 | 42 (1.7)                                 | 36 (1.4)                                 | 48 (1.9)                                 | 87 (3.4)                                 | 83 (3.3)                                 | 91 (3.6)                                 | 67 (2.6)                                 | 81 (3.2)                                 | 64 (2.5)                                 | 60 (2.4)                                 | 764 (30.1)                               |
| Độ ẩm tương đối trung bình (%)           | 89                                       | 86                                       | 80                                       | 70                                       | 66                                       | 72                                       | 75                                       | 79                                       | 84                                       | 87                                       | 90                                       | 90                                       | 81                                       |
| Nguồn: Estonian Weather Service          |                                          |                                          |                                          |                                          |                                          |                                          |                                          |                                          |                                          |                                          |                                          |                                          |                                          |